# Lucas González (Entre Ríos)
Lucas González is een plaats in het Argentijnse bestuurlijke gebied  Nogoyá in de provincie Entre Ríos. De plaats telt 4466 inwoners.

## Geboren in Lucas González
- Enrique Guaita (1910-1959), voetballer